# Tero Pitkämäki
Tero Kristian Pitkämäki (Ilmajoki, 19 dicembre 1982) è un ex giavellottista finlandese, campione mondiale ad Osaka 2007.

## Biografia
Pitkämäki sale alla ribalta mondiale del lancio del giavellotto arrivando ottavo ai Giochi olimpici di Atene 2004, con un lancio di 83,01 m. Nell'agosto del 2005 stabilisce il suo personale con la misura di 91,53 m, diventando così uno dei favoriti per le medaglie ai Campionati del mondo, che si sarebbero tenuti nella sua Finlandia. Ad Helsinki però arriva solamente quarto con un lancio di 81,27 m.
La sua prima medaglia di rilievo arriva con il secondo posto ai Campionati europei del 2006.
Il 13 luglio 2007, durante il Golden Gala, svoltosi allo Stadio Olimpico di Roma, Tero Pitkämäki lancia un giavellotto troppo a sinistra, colpendo il lunghista francese Salim Sdiri al fianco destro. Sdiri viene portato d'urgenza all'ospedale, sebbene non fosse in pericolo di vita; più tardi avrebbe incontrato lo stesso Pitkämäki.
Il 5 agosto dello stesso anno, Tero Pitkämäki vince il 4º campionato finlandese con un lancio di 89,43 m mentre il 6 settembre, ai Mondiali di Osaka, in Giappone, si assicura la medaglia d'oro con la misura di 90,33 m, effettuata all'ultimo turno di lanci.
Il 5 ottobre Pitkämäki viene nominato Atleta europeo dell'anno dalla European Athletic Association per aver vinto 11 competizioni, tra le quali i Mondiali e la Golden League a Oslo e Parigi, e per il fatto che il suo miglior lancio stagionale, 91,23 m, è il miglior lancio europeo della stagione.
Nel dicembre del 2007, Pitkämäki viene nominato Atleta finlandese dell'anno dall'Associazione Giornalisti Sportivi Finlandesi, battendo Virpi Kuitunen e il campione mondiale di Formula 1 Kimi Räikkönen.
L'anno seguente ai Giochi olimpici di Pechino ottiene la medaglia di bronzo con un lancio di 86,16 m, dietro al norvegese Andreas Thorkildsen e al lettone Ainārs Kovals, e viene scelto come il portabandiera della Finlandia nella cerimonia di chiusura dei Giochi.

## Palmarès
| Anno | Manifestazione    | Sede           | Evento                 | Risultato | Prestazione | Note                          |
| ---- | ----------------- | -------------- | ---------------------- | --------- | ----------- | ----------------------------- |
| 2000 | Mondiali juniores | Santiago       | Lancio del giavellotto | 16º (q)   | 66,59 m     |                               |
| 2001 | Europei juniores  | Grosseto       | Lancio del giavellotto | 5º        | 73,33 m     |                               |
| 2003 | Europei under 23  | Bydgoszcz      | Lancio del giavellotto | Bronzo    | 78,84 m     | Miglior prestazione personale |
| 2004 | Giochi olimpici   | Atene          | Lancio del giavellotto | 8º        | 83,01 m     |                               |
| 2005 | Mondiali          | Helsinki       | Lancio del giavellotto | 4º        | 81,27 m     |                               |
| 2006 | Europei           | Göteborg       | Lancio del giavellotto | Argento   | 86,44 m     |                               |
| 2007 | Mondiali          | Osaka          | Lancio del giavellotto | Oro       | 90,33 m     |                               |
| 2008 | Giochi olimpici   | Pechino        | Lancio del giavellotto | Bronzo    | 86,16 m     |                               |
| 2009 | Mondiali          | Berlino        | Lancio del giavellotto | 5º        | 81,90 m     |                               |
| 2010 | Europei           | Barcellona     | Lancio del giavellotto | Bronzo    | 86,67 m     |                               |
| 2011 | Mondiali          | Taegu          | Lancio del giavellotto | 17º (q)   | 79,46 m     |                               |
| 2012 | Europei           | Helsinki       | Lancio del giavellotto | 11º       | 74,89 m     |                               |
| 2012 | Giochi olimpici   | Londra         | Lancio del giavellotto | 4º        | 82,80 m     |                               |
| 2013 | Mondiali          | Mosca          | Lancio del giavellotto | Argento   | 87,07 m     |                               |
| 2014 | Europei           | Zurigo         | Lancio del giavellotto | Bronzo    | 84,40 m     |                               |
| 2015 | Mondiali          | Pechino        | Lancio del giavellotto | Bronzo    | 87,64 m     |                               |
| 2016 | Europei           | Amsterdam      | Lancio del giavellotto | 14º (q)   | 80,52 m     |                               |
| 2016 | Giochi olimpici   | Rio de Janeiro | Lancio del giavellotto | 21º (q)   | 79,56 m     |                               |
| 2017 | Mondiali          | Londra         | Lancio del giavellotto | 5º        | 86,94 m     |                               |

## Altre competizioni internazionali
2004
- 5º alla World Athletics Final ( Monaco), lancio del giavellotto - 78,50 m

2005
- Oro alla World Athletics Final ( Monaco), lancio del giavellotto - 91,33 m

2006
- Argento alla World Athletics Final ( Stoccarda), lancio del giavellotto - 88,25 m

2007
- Oro alla World Athletics Final ( Stoccarda), lancio del giavellotto - 88,19 m

2008
- Bronzo alla World Athletics Final ( Stoccarda), lancio del giavellotto - 81,64 m

2009
- Argento alla World Athletics Final ( Salonicco), lancio del giavellotto - 84,09 m

2015
- Vincitore della Diamond League nella specialità del lancio del giavellotto (17 punti)

## Riconoscimenti
- Atleta europeo dell'anno (2007)